# HSV Hoek
Die Hoekse Sportvereniging Hoek ist ein niederländischer Fußballklub mit Sitz in Hoek, welches Teil der Gemeinde Terneuzen in der Provinz Zeeland ist.

## Geschichte
Der Klub wurde am 16. Januar 1950 gegründet. Als einer der ersten bekannten Spieler ist die indische Legende Syed Abdul Rahim bekannt. Die Mannschaft startete in der Tweede Klasse sank aber bis Ende der 1960er Jahre in die Vierde Klasse ab. Ab 1972 gelang es jedoch zumindest wieder bis in die Derde Klasse zurückzukehren. Ab 1984 etablierte man sich dann auch in wieder in der Tweede Klasse. Erstmals gelang 1990 dann eine Teilnahme an der Eerste Klasse (bis 1996 die höchste Amateurklasse), jedoch stieg der Klub direkt wieder ab. Ab dem Jahr 1993 gelang es schließlich länger in der Eerste Klasse zu verbleiben. Im Jahr 1997 ging es dann auch noch weiter hinauf in die Hoofdklasse, damals die höchste niederländische Amateurliga.
Nach der Spielzeit 2009/10 stieg der Verein in die neugegründete drittklassige Topklasse auf. Am Ende der Spielzeit 2010/11 wurde man in der Samstagsstaffel mit 24 Punkten jedoch letzter der Staffel und musste wieder runter. Zur Saison 2014/15 gelang noch einmal ein Aufstieg, diesmal landete man mit 32 Punkten noch auf einem Relegationsplatz, konnte sich in der Relegation gegen RVVH jedoch nicht durchsetzen und musste somit wieder absteigen.
Zur Saison 2018/19 schaffte die Mannschaft es nach erfolgreichem Abschluss der Relegation auch in die nun viertklassige Derde Divisie aufzusteigen. Mit 64 Punkten schlug man sich in der ersten Saison auch gleich sehr gut und durfte an den Playoffs um den Aufstieg mitmachen. Dort war aber direkt im Halbfinale, nach einer 4:7-Niederlage gegen VV Sint Bavo nach Hin- und Rückspiel jedoch Schluss. 
2025 gelang der Aufstieg in die drittklassige Tweede Divisie, als erster Klub in der Provinz Zeeland.